# Municipio de Santos Reyes Nopala
El municipio de Santos Reyes Nopala es uno de los 570 municipios en que se encuentra dividido el estado mexicano de Oaxaca, forma parte de la región Costa y al distrito de Juquila, su cabecera es el pueblo de Santos Reyes Nopala.

## Geografía
El municipio de Santos Reyes Nopala se encuentra en el sur del estado de Oaxaca en la región de la Costa, sus coordenadas geográficas son 15°58′ - 16°11′ de latitud norte y 96°17′ - 97°6′ de longitud oeste, teniendo una extensión territorial de 196.48 kilómetros cuadrados que equivale al 0.21% de la superficie del estado y fluctuándo la altitud de su territorio de los 1 800 a los 100 metros sobre el nivel del mar.
Limita al norte con el municipio de Santiago Yaitepec, el municipio de Santa María Temaxcaltepec y con el municipio de San Juan Lachao, al este con el municipio de San Gabriel Mixtepec, al sureste con el municipio de San Pedro Mixtepec -Distrito 22-, al sur con el municipio de Villa de Tututepec de Melchor Ocampo, y al oeste con el municipio de Santa Catarina Juquila.

## Demografía
De acuerdo con los resultados del Censo de Población y Vivienda de 2010 realizado por el Instituto Nacional de Estadística y Geografía la población total del municipio de Santos Reyes Nopala es de 15 986 habitantes, de los que 7 759 son hombres y 8 227 son mujeres.

### Localidades
En el municipio de Santos Reyes Nopala se localizan 46 localidades, las principales y su población en 2010 se enlistan a continuación:
| Localidad                      | Población |
| Total Municipio                | 15 986    |
| Santos Reyes Nopala            | 5 201     |
| Santa María Magdalena Tiltepec | 2 163     |
| Santa Lucía Teotepec           | 1 844     |
| Cerro de Aire                  | 1 535     |
| Santiago Cuixtla               | 1 254     |

## Política
El municipio de Santos Reyes Nopala es uno de los 570 municipios oaxaqueños que para la elección de sus autoridades se rige por el principio denominado usos y costumbres, es decir, en ellos no opera el sistema de elección mediante partidos políticos que funciona en todos los restantes municipios de México, como un medio para preservar y proteger las costumbres y cultura del lugar. El ayuntamiento de Santos Reyes Nopala es electo para un periodo de tres años no renovables para el periodo inmediato pero si de forma no consecutiva mediante una asamblea abierta celebrada en la explada del Palacio Municipal; el periodo constitucional comienza el día 1 de enero del año siguiente a su elección. El Ayuntamiento se integra por el presidente municipal, un Síndico y un cabildo formado por seis regidores.

### Subdivisión administrativa
El municipio de divide en agencias municipales, agencias de policía y núcleos rurales.

### Representación legislativa
Para la elección de diputados locales al Congreso de Oaxaca y de diputados federales a la Cámara de Diputados federal, Santos Reyes Nopala se encuentra integrado en los siguientes distritos electorales:
Local:
- Distrito electoral local de 22 de Oaxaca con cabecera en Santiago Pinotepa Nacional.[5]

Federal:
- Distrito electoral federal 9 de Oaxaca con cabecera en Puerto Escondido.[6]

### Presidentes municipales
- (1996 - 1998):
- (1999 - 2001): Gregorio Aguirre Pacheco
- (2002 - 2004): Germán Díaz Cruz
- (2005 - 2007): Fredy Gil Pineda Gopar
- (2008 - 2010): Fernando Velasco Loaeza
- (2011): Domingo Fentanes Robles, Administrador municipal[7]
- (2011 - 2013): Fredy Gil Pineda Gopar[8]